# Settmecke
Die Settmecke ist ein fast 10 Kilometer langer, orografisch linker Nebenfluss der Röhr in nordrhein-westfälischen Sauerland, der im  Hochsauerlandkreis verläuft.

## Geographie

### Verlauf

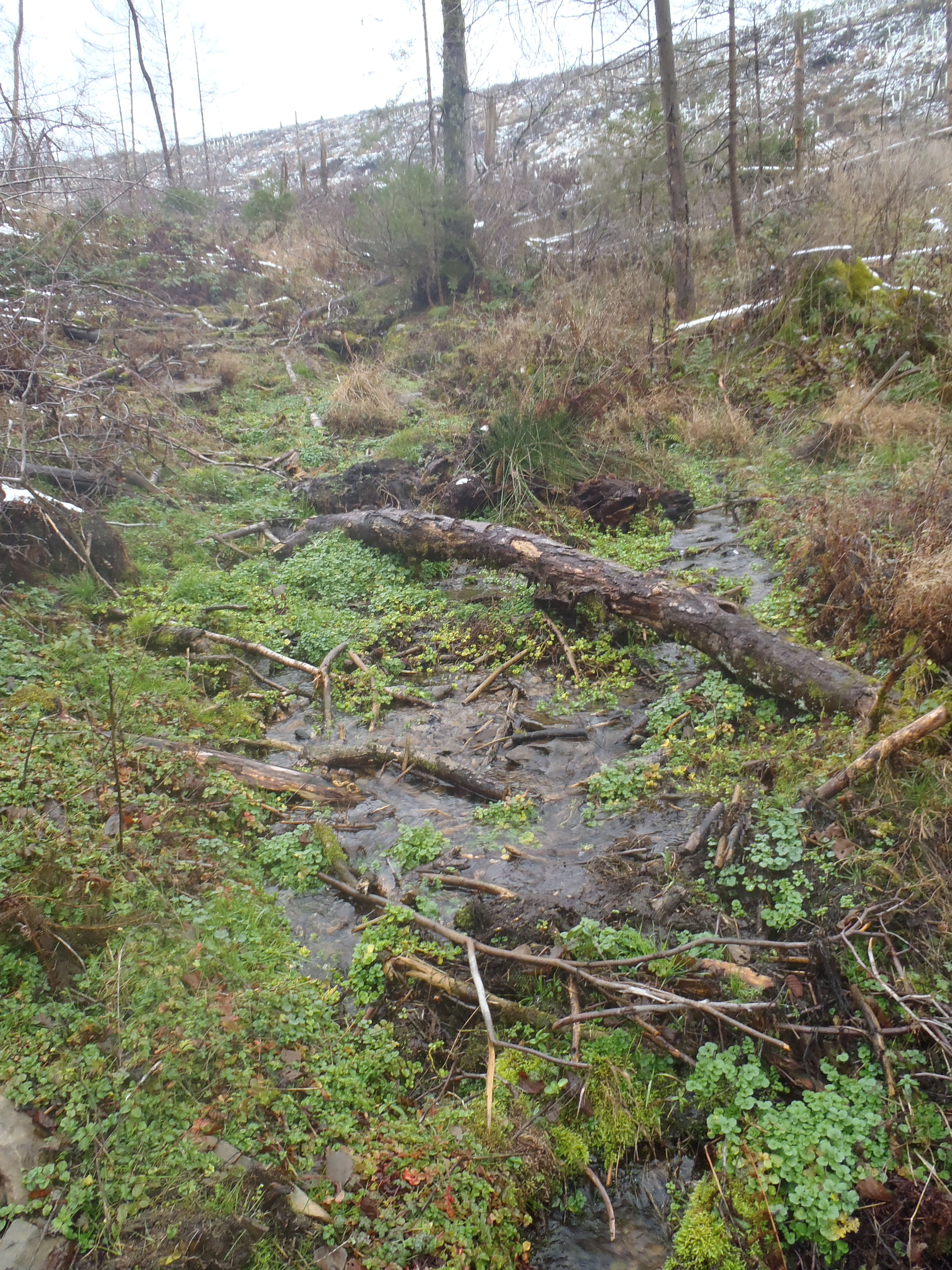
Stockumer Bach Quellsystem

Die Settmecke entspringt, als Stockumer Bach, am südlich Dörnholthausen, einem Ortsteil von Sundern, auf einer Höhe von 508 m ü. NN am Blackshahnkopf.
Von dort aus fließt sie vorrangig in nordöstliche Richtung und durchfließt auf ihrem Weg das schon erwähnte Dörnholthausen und Stockum.  In Seidfeld fließt sie mit der Asmecke zur Settmecke zusammen. Nördlich von Seidfeld kann Wasser der Settmecke an einem Verteilerbauwerk in einen Kanal geleitet werden, welcher über den Settmecke-Stollen das Wasser in die Sorpetalsperre leitet.
Die Settmecke mündet schließlich bei Sundern auf 245 m ü. NN linksseitig in die Röhr.
Auf dem 9,9 km langen Weg der Settmecke ist ein Höhenunterschied von 263 m zu verzeichnen. Dabei entwässert sie ein Gebiet von 18,994 km².

### Zuflüsse
- Stockumer Bach  (linker Quellbach, Hauptstrang)
- Asmecke  (rechter Quellbach, Nebenstrang)
- Bermecke (links)
- Bremke (links)

## Natur und Umwelt

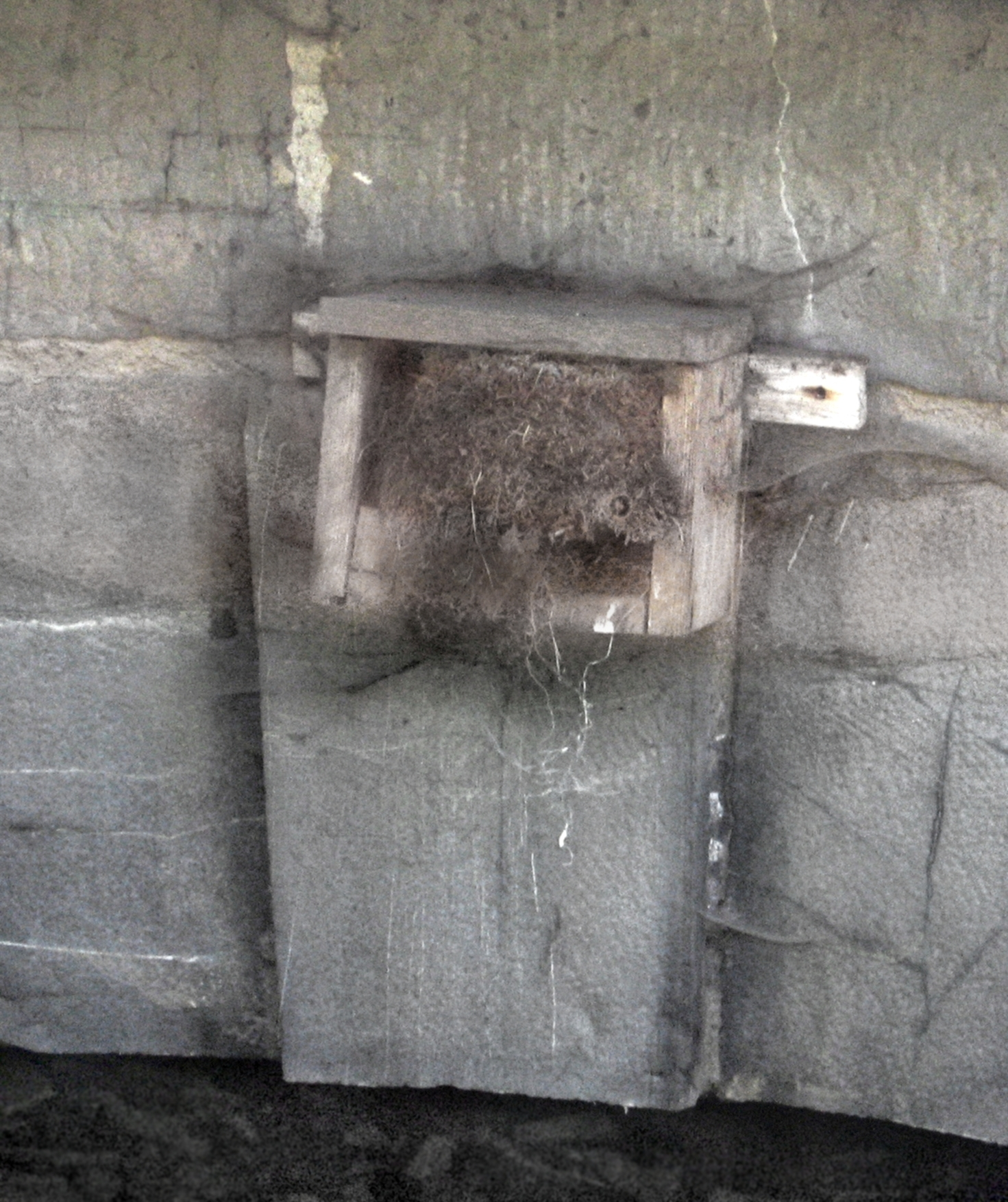
Wasseramselnistkasten an der Settmecke mit Nest (2006), aufgehängt 1985

In den Ortslagen von Dörnholthausen, Stockum, Seidfeld und Sundern ist die Settmecke durch den Menschen stark verändert worden. Der Fluss fließt hier teilweise kanalartig, wobei die Ufer größtenteils stark befestigt sind. Eine Trinkwassergewinnung erfolgt aus der Settmecke nicht.
Für den Bewirtschaftungsplan für die Wasserrahmenrichtlinie der EU wurde auch die Settmecke im Auftrag des Ministeriums für Umwelt, Landwirtschaft und Verbraucherschutz des Landes Nordrhein-Westfalen (MUNLV) untersucht. Die Settmecke in ihrer Gesamtheit wurde trotz Verbauungen in der Ortslage als natürlich eingestuft. Die allgemeine Degradation wurde als mäßig und die Saprobie als gut eingestuft. Bei Tieren und Pflanzen erfolgten diese Einstufungen, bei Makrozoobenthos (am Gewässerboden lebenden Kleinlebewesen) als mäßig, bei Makrophyten (mit bloßem Auge sichtbare Wasserpflanzen, die unter und an der Wasseroberfläche leben, darunter Armleuchteralgen, Moose und Farne sowie Samenpflanzen wie Laichkräuter) als sehr gut, und bei Phytobenthos (am Gewässerboden lebende Pflanzen, hauptsächlich Algen) als mäßig. Die Fischfauna wurde nicht untersucht. Hinsichtlich der Belastung der Settmecke mit Nitrat, Metallen und anderen möglicherweise das Gewässer belastenden Stoffen wurde sie als gut bis sehr gut eingestuft. Der chemische Zustand wurde als gut bewertet. Wegen der Verbauungen in den Ortslagen wurde der ökologische Zustand und das Potenzial zur Verbesserung nur als mäßig eingestuft.
Im Stockumer Bach Quellsystem kommt Dunkers Quellschnecke vor. An der Settmecke wurden bisher Wasseramsel, Gebirgsstelze und Stockente als Brutvögel nachgewiesen. Die Reiherente ist als Brutvogel ausgestorben. Als Nahrungsgäste treten Graureiher und Schwarzstorch auf. Der Bisam und, in der Ortslage von Sundern, die Wanderratte kommen vor.